# Red West
Pour les articles homonymes, voir West.
Robert Gene West dit Red West, né le 8 mars 1936 à Bolivar dans le Tennessee et mort d'une anévrisme aortique à Memphis dans le même État le 18 juillet 2017, est un acteur américain de télévision et de cinéma.

## Biographie
Red West a été dans sa jeunesse l'un des gardes du corps d'Elvis Presley dont il était l'ami de lycée. En 1976,  Elvis a dû le licencier en raison des trop nombreuses plaintes pour violence. Red West décide alors avec les deux autres gardes du corps également licenciés de se venger en s'associant à un journaliste de Ruppert Murdoch. Ils publient en 1977 le livre à scandale : Elvis: What Happened? (en). Ce livre ne fera pas grand bruit jusqu'à la mort d'Elvis et à la récupération de celle-ci par ses « anciens amis devenus reporter »s comme Elvis les appelait en 1976 alors que Red West avait fait publier des extraits de l'appel téléphonique qu'il avait enregistré à l'insu d'Elvis.
La carrière de Red West est multiple, il s'est occupé d'une école de karaté où Elvis était impliqué, il avait également une société publiant de la musique à commencer par la chanson Separate ways dont il avait écrit les paroles en 1970 suite à des problèmes dans son propre couple. Il l'adaptera un peu afin de pouvoir la faire enregistrer par Elvis en 1972 alors qu'Elvis était séparé de Priscilla. Toujours grâce à Elvis, il apparaît dans des rôles de figuration puis des rôles annexes dans les films tournés par Elvis au cours des années 1960. Il est également à cette époque cascadeur notamment dans la série The Rebel (en) en 1961, série créée par Nick Adams, ami très proche d'Elvis. Lors de la série Les Mystères de l'Ouest, il retrouve Robert Conrad qu'il avait également rencontré grâce à Elvis. Conrad le fera participer quelques années plus tard à la célèbre série Les Têtes brûlées, où il interprète le rôle du sergent Micklin, le mécanicien de l'escadron 214. Il apparaît régulièrement dans les années 1980 dans diverses séries dont Magnum et L'Agence tous risques.
Sa carrière au cinéma est marquée par quelques rôles secondaires (Road House au côté de Patrick Swayze), et par un premier rôle dans le film très remarqué de la critique Goodbye Solo de Ramin Bahrani où il interprète le rôle de William, un vieil homme suicidaire.

## Filmographie

### Cinéma
- 1973 : Justice sauvage (Walking Tall) de Phil Karlson – le shérif Tanner
- 1989 : Road House de Rowdy Herrington – Red Webster
- 1992 : Un flingue pour Betty Lou (The Gun in Betty Lou's Handbag) d'Allan Moyle – le juge
- 1994 : Tueurs nés (Natural Born Killers) d'Oliver Stone – un shérif
- 1997 : L'Idéaliste (The Rainmaker) de Francis Ford Coppola – Buddy Black
- 1998 : Souviens-toi... l'été dernier 2 (I Still Know What You Did Last Summer) de Danny Cannon – Paulsen
- 2006 : Les Chemins du triomphe (Glory Road) de James Gartner – Ross Moore
- 2008 : Goodbye Solo de Ramin Bahrani – William
- 2012 : At Any Price de Ramin Bahrani – Cliff Whipple
- 2013 : Un havre de paix (Safe Haven) de Lasse Hallström – Roger

### Télévision
- 1967 et 1968 : Les Mystères de l'Ouest (The Wild Wild West) de Michael Garrison (série télévisée)
  - La Nuit de la Main d'acier (saison 3 épisode 14 The Night of the Iron Fist) de Marvin J. Chomsky – Roy
  - La Nuit des Vipères (saison 3 épisode 18, The Night of the Vipers) de Marvin J. Chomsky – Jack Klaxton
  - La Nuit de la Terreur cachée (saison 3 épisode 19, The Night of the Underground Terror) de James B. Clark – Maberly
  - La Nuit du Jugement (saison 4 épisode 2, The Night of the Doomsday Formula) d'Irving J. Moore – 3e Garde
  - La Nuit de l'éternelle Jeunesse (saison 4 épisode 4, The Night of the Sedgewick Curse) de Marvin J. Chomsky – 1er homme
  - La Nuit de l'Homme oublié (saison 4 épisode 9, The Night of Fire and Brimstone) de Bernard McEveety – Chuck
  - La Nuit du Trésor (saison 4 épisode 17, The Night of the Sabatini Death) de Charles R. Rondeau – 1er Heavy
  - La Nuit du Conseil d'Administration (saison 4 épisode 23, The Night of the Tycoons) de Mike Moder – Un clown tueur
  - La nuit des cyclopes ( saison 4 episode 11) 1968 - Un garde agence Cyclope
- 1975 : L'Homme qui valait 3 milliards (série télévisée, saison 3, épisode 11 Alcool à brûler) de Phil Bondelli – le propriétaire
- 1976 : Les Têtes brûlées (série télévisée) – Sergent Micklyn
- 1979 : The Duke – Sergent Mick O'B(série télévisée) –
- 1982 : K2000 (saison 1, épisode 1) - La revanche.
- 1983 : L'Agence tous risques Trask (saison 1 épisode 4)
- 1984 : L'Agence tous risques Roger Sinclair (saison 2 épisode 22)
- 1986 : L'Agence tous risques Red (saison 4 épisode 17) et Brooks (saison 5 épisode 7)
- 1988 : Le Dernier Western (téléfilm) de Burt Kennedy – Bates Boley